# Cnemophilus loriae
Ave-de-cetim-de-loria ou pássaro-cetim-azul (Cnemophilus loriae) é uma espécie de ave da família Cnemophilidae.
Pode ser encontrada nos seguintes países: Indonésia e Papua-Nova Guiné.
Os seus habitats naturais são: florestas subtropicais ou tropicais húmidas de baixa altitude e regiões subtropicais ou tropicais húmidas de alta altitude.